# Penstemon tidestromii
Penstemon tidestromii är en grobladsväxtart som beskrevs av Francis Whittier Pennell. Penstemon tidestromii ingår i släktet penstemoner, och familjen grobladsväxter. Inga underarter finns listade i Catalogue of Life.